# John Aspinall (engenheiro)
John Audley Frederick Aspinall (Liverpool, 25 de agosto de 1851 — 19 de janeiro de 1937) foi um engenheiro mecânico britânico. Foi superintendente de locomotivas da Great Southern and Western Railway e da Lancashire and Yorkshire Railway. Introduziu freios a vácuo em suas locomotivas na Irlanda, uma tendência que foi seguida no Reino Unido, e projetou diversas locomotivas. Foi presidente do Institution of Mechanical Engineers e do Institution of Civil Engineers.
Publicou sete artigos e obteve quarenta patentes.

## Projetos de locomotivas
- L&YR Class 5
- L&YR Class 21
- L&YR Class 23, projeto original de William Barton Wright, reconstruído por Aspinall
- L&YR Class 27
- L&YR Class 30, projetadoi por Aspinall, construído por Henry Hoy.